# Wendy Hiller
Wendy Margaret Hiller, DBE (ur. 15 sierpnia 1912 w Bramhall, zm. 14 maja 2003 w Beaconsfield) – angielska aktorka filmowa, teatralna i telewizyjna. Laureatka Oscara za drugoplanową rolę w filmie Osobne stoliki (1958). Jej kariera trwała prawie 60 lat. Mimo wielu znaczących występów filmowych, pozostała zapamiętana przede wszystkim jako aktorka teatralna.

## Życiorys
Urodziła się w Bramhall, przedmieściach Stockportu, w hrabstwie Cheshire, jako córka Marie Hiller (z domu Stone), i Watkina Franka Hillera, producenta bawełny w Manchesterze. Hiller zaczęła profesjonalną karierę jako aktorka w laboratorium teatralnym w Manchesterze na początku 1930 roku. Po raz pierwszy odniosła sukces jako mieszkanka slumsów Sally Hardcastle w teatralnej wersji Love on the Dole z 1934 roku. Sztuka stała się ogromnym sukcesem i wyjechała w tournée po regionalnych teatrach Anglii. W 1935 roku spektakl zawędrował na West End do Garrick Theatre. Wyszła za mąż za autora tej sztuki Ronalda Gowa, piętnaście lat od niej starszego, w roku 1937 (tym samym roku zadebiutowała w filmie Lancashire Luck, którego scenariusza autorem był Gow).

## Kariera filmowa

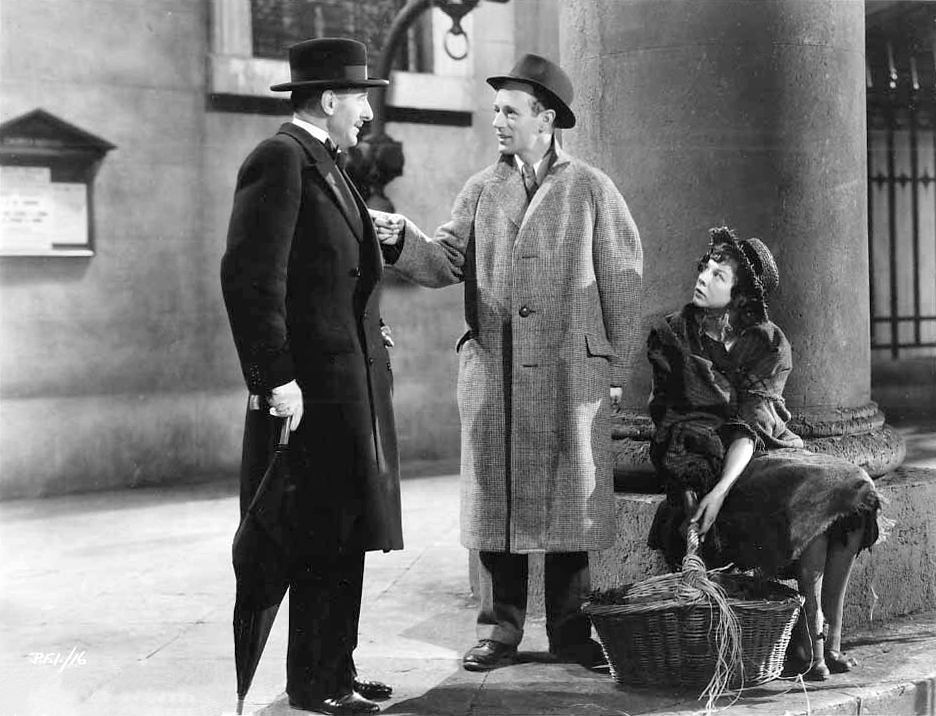
Kadr z filmu Pigmalion (1938) z udziałem Wendy Hiller.

Pod naciskiem George’a Bernarda Shawa wystąpiła jako Eliza Doolittle w filmowej wersji Pigmaliona (1938) z Lesliem Howardem w roli profesora Higginsa. Tym występem zdobyła swoją pierwszą nominację do Oscara, rola stała się jedną z jej najbardziej znanych ról filmowych. W 1939 roku jako pierwsza Brytyjka występująca w brytyjskim filmie, otrzymała nominację do Oscara. Była też pierwszą aktorką, która wypowiedziała słowo „cholerny” ((ang.) bloody) w brytyjskim filmie, kiedy to postać Elizy grana przez Wendy stwierdza: „Cholernie mało prawdopodobne, biorę taksówkę!” ((ang.) Not bloody likely, I’m going in a taxi!).
Pomimo szybkiego sukcesu i ofert z Hollywood, wróciła na scenę w pełnym wymiarze czasu po 1945 r. i tylko od czasu do czasu przyjmowała role filmowe. Po powrocie do filmu w 1950 roku wcieliła się w rolę wykorzystywanej żony w obrazie Wykolejeniec (1952), by do roku 1957 zagrać tylko w dwóch obrazach. Została nagrodzona Oscarem dla najlepszej aktorki drugoplanowej w 1959 roku za film Osobne stoliki (1958), gdzie wcieliła się w postać Pat Cooper, samotnej kierowniczki hotelu. W filmie Hiller partnerował Burt Lancaster. Pomimo laurów pozostawała w niej bezkompromisowa obojętność na gwiazdy filmu, o czym świadczy jej reakcja na wieść o tym, że otrzymała Oscara: „nieważne zaszczyty, zimna gotówka jest tym, co dla mnie znaczy najwięcej”. Hiller otrzymała trzecią nominację do Oscara za rolę prostej, niewybrednej, ale poczciwej Lady Alice More, graną u boku Paula Scofielda w obrazie Oto jest głowa zdrajcy (1966). Następnie Hiller wróciła do swojej roli z londyńskiej sceny w filmie Toys in the Attic (1963), który przyniósł jej nominację do Złotego Globu. Wendy wcieliła się w postać starszej siostry, grając u boku Deana Martina i Geraldine Page.
Jej wizerunek dominującej, zaborczej matki w filmie Synowie i kochankowie (1960), przyniósł jej nominację do nagrody BAFTA w kategorii najlepsza aktorka drugoplanowa. Za rolę Wielkiej Księżnej Rosji w filmie Morderstwo w Orient Expressie (1974), zdobyła międzynarodowe uznanie i Evening Standard British Film Award dla najlepszej aktorki. Inne ważne role w późniejszych latach to: uciekająca z nazistowskich Niemiec po śmierci męża Rebecca Weiler w Przeklętym rejsie (1976) i matka przełożona London Hospital w obrazie Człowiek słoń (1980).
Uważana jest za jeden z najważniejszych brytyjskich talentów dramatycznych. W 1971 otrzymała Order Imperium Brytyjskiego w randze Oficera (OBE), podniesiony w 1975 do Damy Komandora (DBE), wraz z tytułem szlacheckim Dame.

## Filmografia
Filmy fabularne
- 1937: Lancashire Luck jako Betty Lovejoy
- 1938: Pigmalion (Pygmalion) jako Eliza Doolittle
- 1939: The Fame of Grace Darling jako Grace Darling
- 1941: Major Barbara jako Barbara Undershaft
- 1945: Wiem, dokąd zmierzam (I Know Where I’m Going!) jako Joan Webster
- 1952: Wykolejeniec (Outcast of the Islands) jako pani Almayer
- 1953: Single-Handed jako Lucinda Bentley
- 1957: Something of Value jako Elizabeth McKenzie Newton
- 1957: Jak zamordować bogatego wujka (How to Murder a Rich Uncle) jako Edith Clitterburn
- 1958: Osobne stoliki (Separate Tables) jako Pat Cooper
- 1960: Synowie i kochankowie (Sons and Lovers) jako Gertrude Morel
- 1963: Toys in the Attic jako Anna Berniers
- 1966: Oto jest głowa zdrajcy (A Man for All Seasons) jako Alice More
- 1968: From Chekhov with Love
- 1969: David Copperfield jako pani Micawber
- 1970: When We Dead Awaken jako Irene
- 1972: Peer Gynt jako Aase
- 1974: Morderstwo w Orient Expressie (Murder on the Orient Express) jako księżniczka Dragomiroff
- 1976: Przeklęty rejs (Voyage of the Damned) jako Rebecca Weiler
- 1978: Król Ryszard II (King Richard the Second) jako księżna Yorku
- 1979: Kot i Kanarek (The Cat and the Canary) jako Allison Crosby
- 1980: Przekleństwo grobowca króla Tut (The Curse of King Tut's Tomb) jako księżniczka Vilma
- 1980: Człowiek słoń (The Elephant Man) jako matka przełożona
- 1981: Miss Morison's Ghosts jako panna Elizabeth Morison
- 1982: Kochać się (Making Love) jako Winnie Bates
- 1983: The Kingfisher jako Evelyn
- 1983: Komedia omyłek (The Comedy of Errors) jako Aemilia
- 1983: Attracta jako Attracta
- 1985: The Importance of Being Earnest jako lady Bracknell
- 1985: Śmierć serca (The Death of a Heart) jako Matchett
- 1986: All Passion Spent jako lady Slane
- 1987: Ania z Zielonego Wzgórza: dalsze dzieje (Anne of Green Gables: The Sequel) jako pani Harris
- 1987: Samotna pasja Judith Hearne (The Lonely Passion of Judith Hearne) jako ciotka D’Arcy
- 1989: Ending Up jako Adela
- 1991: The Best of Friends jako Laurentia McLachlan
- 1993: The Countess Alice jako księżna Alice von Holzendorf

Seriale telewizyjne
- 1956: Lilli Palmer Theatre jako Ethel Waters
- 1959: Alfred Hitchcock przedstawia (Alfred Hitchcock Presents) jako Laura Siddons
- 1964: Z Cars jako pani Hulme
- 1965: Profiles in Courage jako Anne Hutchinson
- 1965: Jackanory jako Gawędziarka
- 1966: Knock on Any Door
- 1966–1968: BBC Play of the Month jako Harriet / Lilly Moffat
- 1968: The Growing Summer jako Great-Aunt Dymphna
- 1972: Love Story jako Ariadne Lewis
- 1972: Clochemerle jako Justine Putet
- 1978: ITV Playhouse
- 1979: Tales of the Unexpected jako Louisa
- 1981: Play for Today jako lady Carlion
- 1982: Hallmark Hall of Fame jako Janet Mackenzie
- 1986: Lord Mountbatten: ostatni wicekról Indii (Lord Mountbatten: The Last Viceroy) jako księżniczka Victoria
- 1988: A Taste for Death jako lady Ursula Berowne

## Nagrody
- Nagroda Akademii Filmowej Najlepsza aktorka drugoplanowa: 1959 Osobne stoliki